# Čerňachiv (Kyjevská oblast)
Čerňachiv (ukrajinsky Черняхів; rusky rusky Черняхов, Čerňachov) je vesnice v Obuchivském rajónu v Kyjevské oblasti na Ukrajině. V roce 2001 žilo ve vesnici zhruba 1300 obyvatel.
Podle Čerňachivu se jmenuje Černjachovská kultura, archeologická kultura rozšířená od druhého století do pátého století na území dnešní Ukrajiny a částečně Rumunska.
V roce 2014 zde nechal ukrajinský podnikatel Vladimir Vladimirovič Borodenko postavit pomník na památku jedenácti československých vojáků, kteří u obce padli ve druhé světové válce. O stavbu jej požádal před smrtí jeho otec, který tím chtěl odčinit svou účast na invazi vojsk Varšavské smlouvy do Československa v srpnu 1968.

## Rodáci
- Vasyl Pavlovyč Komisarenko (1907–1993) – ukrajinský endokrinolog a patofyziolog